# Suite nr. 2 (Scelsi)
De Suite nr. 2 "De twaalf kleine profeten" is een compositie van Giacinto Scelsi. Een eerder gecomponeerde suite (nr. 1) is niet teruggevonden in zijn administratie.
De verzameling van twaalf stukjes is een van vroegst bewaarde werken van de Italiaanse componist. Hij was nog op zoek naar een eigen stijl in een werk, dat nog (wel) tonaliteit laat horen en ook de aanduidingen van de delen is klassiek te noemen. De stukjes lieten wel al experimenten horen met dissonanten, chromatiek, tempowisselingen, muziek zonder maatindeling en zonder lange melodielijnen. Die laatste drie zouden te danken zijn aan Scelci’s improvisatiedrift. Zijn werk werd daarbij vergeleken met dat van Béla Bartók en Aleksandr Skrjabin. Het werk moest het echter stellen zonder de populariteit van de muziek van die componisten, pas in 2003 vond iemand de tijd rijp om ze op te nemen en dat is eind 2017 nog steeds de enige opname. Gegevens omtrent een eventuele uitvoering zijn ook niet voorhanden. De subtitel van de suite "De twaalf kleine profeten" verwijst naar de twaalf kleine profeten van het Oude Testament (het “klein” zou slaan op de relatief korte teksten van die profeten).
De twaalf delen:
1. Grandioso
2. Appassionate
3. Imperioso ed incisivo
4. Drammaticao
5. Drammatico
6. Sostenuto
7. Incisivo
8. Maestoso
9. Imperioso
10. Sostenuto
11. Inperioso
12. Molto mosso